# Pauh (Bonai Darussalam)
Pauh is een bestuurslaag in het regentschap Rokan Hulu van de provincie Riau, Indonesië. Pauh telt 5581 inwoners (volkstelling 2010).